# Anthurium faustomirandae
Anthurium faustomirandae är en kallaväxtart som beskrevs av Pérez-farr. och Thomas Bernard Croat. Anthurium faustomirandae ingår i släktet Anthurium och familjen kallaväxter. Inga underarter finns listade.